# یونا ماتسوبارا
یونا ماتسوبارا (انگلیسی: Yuna Matsubara؛ زادهٔ ۲۴ ژانویهٔ ۲۰۰۰) بازیکن فوتبال اهل ژاپن است.